# Clay Tucker
Clay Javen Tucker (* 14. Juni 1980 in Lima, Ohio) ist ein US-amerikanischer Basketballspieler. Seine bevorzugte Position ist die des Shooting Guards. Nachdem Tucker bereits zuvor in Griechenland, Frankreich, Italien, Russland, der Ukraine und Spanien gespielt hatte, spielt er seit 2013 in der Türkei. Tucker gewann mit BK Chimki den nationalen russischen Pokalwettbewerb 2008.

## Laufbahn
Clay Tucker spielte von 1998 bis 2003 für die Milwaukee Panthers, das Basketballteam der University of Wisconsin–Milwaukee, in der Horizon League der NCAA. 2003 wechselte er erstmals nach Europa, zu den schwedischen Sundsvall Dragons, noch vor Ende der Saison kehrte er jedoch in seine Heimat zurück, wo er bis März 2005 in diversen Minor Leagues aktiv war. Am Saisonende der griechischen A1 Ethniki 2004/05 hatte er bei MENT BC ein Engagement, konnte den Abstieg jedoch nicht verhindern. Von 2005 bis 2007 spielte Tucker in der NBA D-League für die Arkansas RimRockers, bevor er im April 2007 erneut nach Europa wechselte, wo er am Saisonende für den französischen Meister Le Mans Sarthe Basket aktiv war, der seinen Titel jedoch nicht verteidigen konnte. Diesmal blieb Tucker in Europa und spielte in der Saison 2007/08 in der Lega Basket Serie A für den italienischen Erstligisten aus Teramo. Doch auch hier blieb er nicht bis Saisonende, sondern wechselte im Januar 2008 nach Russland, wo er mit dem Verein aus Chimki nationaler Pokalsieger und Vizemeister hinter Serienmeister PBK ZSKA Moskau wurde. In der Saison 2008/09 spielte Tucker zunächst für den ukrainischen Vizemeister aus Kiew, doch auch hier blieb er nur bis Februar 2009.
Im Februar 2009 wechselte Tucker nach Spanien zu Cajasol aus Sevilla in die Liga ACB, in der er am 28. Spieltag als effektivster Spieler zum „Spieler der Woche“ ernannt wurde. Hier half er der Mannschaft beim Klassenerhalt insbesondere durch seine gute Dreipunktequote von über 40 % aus der Distanz. Nach einer Saison bei DKV Joventut aus Badalona, die jedoch die Play-offs um die Meisterschaft verpassten, wechselte Tucker im Sommer 2010 zu Real Madrid. Während man im höchsten europäischen Vereinswettbewerb EuroLeague 2010/11 das „Final Four“-Turnier erreichte, dort aber beide Spiele verlor, verpasste Real als Hauptrundenzweiter der Saison 2010/11 jedoch erneut den Einzug in die Finalserie um die nationale Meisterschaft. Nach Ablauf der Spielzeit wurde sein Vertrag nicht verlängert und Tucker ging zurück nach Italien zu Acea Roma. Die Römer verpassten aber erneut die Play-offs um die italienische Meisterschaft und Tucker kehrte zurück in die Liga ACB nach Spanien, wo er für den Klub aus Valencia einen Vertrag im Juli 2012 unterschrieb. Der Vertrag mit Tucker wurde vor Saisonstart jedoch wieder aufgelöst.
Erst Anfang Februar 2013 hatte Tucker sein „Comeback“ und unterzeichnete in der Türkiye Basketbol Ligi für den Rest der Spielzeit einen Vertrag bei Hacettepe Üniversitesi, die er jedoch als Tabellenvorletzter nicht vor dem Abstieg am Saisonende bewahren konnte. Tucker blieb jedoch in der Türkei und bekam einen Vertrag für die Saison 2013/14 bei TED Kolejliler aus der Hauptstadt Ankara, die einen Startplatz für den zweitwichtigsten europäischen Vereinswettbewerb Eurocup 2013/14 bekommen haben.

## Erfolge
- Russischer Basketballpokal: 2008 (mit BK Chimki)

### Ehrungen
- MVP der Horizon League: 2002/03
- NBA D-League